# استو فیلیپس
استو فیلیپس (انگلیسی: Stu Phillips؛ زادهٔ ۹ سپتامبر ۱۹۲۹) یک موسیقی‌دان و آهنگساز اهل ایالات متحده آمریکا است. وی از سال ۱۹۵۸ میلادی تاکنون مشغول فعالیت بوده‌است.
از فیلم‌ها یا مجموعه‌های تلویزیونی که وی در آن‌ها نقش داشته است می‌توان به مک‌کلاود و نایت رایدر اشاره نمود.